# Edd (Eritrea)
Edd (anche Ed, Ēdd; in arabo إد) è un villaggio nella Regione del Mar Rosso Meridionale in Eritrea. È situato sulla strada che collega Assab e l'originaria regione della Denkalia, con Massaua. La maggior parte dei residenti appartiene all'etnia Afar.
Edd fu uno dei primi porti che i francesi provarono a conquistare, ma la loro presenza nel villaggio fu di fatto molto effimera. Di queste vicende ne è prova un contratto del 12 settembre 1840 di acquisto del villaggio, da parte di Badri Ali e dello Sceicco di Edd, Mahmud Hasan, che vendono ai rappresentanti francesi della Compagnie Nonto-Bordelaise.